# 160.ª Divisão de Infantaria (Alemanha)
A 160ª Divisão de Infantaria (em alemão:160. Infanterie-Division) foi uma unidade militar que serviu no Exército alemão durante a Segunda Guerra Mundial.

## Comandantes
| Comandante                        | Data                                   |
| --------------------------------- | -------------------------------------- |
| Generalleutnant Friedrich Hofmann | 9 de março de 1945 - 8 de maio de 1945 |

## Oficiais de operações
| Major Hans Pilster | 9 de março de 1945-1945 |

## Área de operações
| Dinamarca | março de 1945 - maio de 1945 |